# Novaculops alvheimi
Novaculops alvheimi je vrsta labridne ribe otkrivena na atolu St. Brandon (Cargados Carajos), Mauricijus, u svibnju 2013.